# Кулич (хлеб)
Кулич је руски назив за ускршњи хлеб. Код источних Словена празнични хлеб је био округао и висок, а на њему су се правили украси од теста. Цилиндрични облик колача везује се за црквену праксу печења артоса. Традиција паске распрострањена је у културама које су биле везане за Византијско царство и традиционални је културни део земаља са православним хришћанима. Једе се у земљама попут Русије, Белорусије, Украјине, Румуније, Јерменије, Грузије, Молдавије, Северне Македоније и Србије. Кулич је варијанта ускршњих погача и представља не само Ускрс већ и пролеће. Васкрс је веома важан празник у земљама источне Европе, чак важнија од Божића.

## Припрема
Традиционално после Васкршње службе, кулич, који је стављен у корпу и украшен разнобојним цвећем, освештава свештеник. Освештани кулич се једе сваког дана пре доручка. Сваки остатак кулича који није освештан једе се са паском за десерт.
Кулич се пече у високим, цилиндричним калупима (као што су калупи за кафу или воћни сок). Када се охлади, кулич се украшава белом глазуром (која се мало капље са стране) и шареним цветовима. Историјски гледано, често се служио са паском од сира са симболом ХВ (из традиционалног Ускршњег поздрава Христос васкрсе).
Кулич се једе само између Васкрса и Духова.
Рецепт за кулич је сличан оном за италијански панетоне, али је гушћи и самим тим тежи.